# Jack Jewsbury
Jack Jewsbury (Joplin, Misuri, Estados Unidos, 13 de abril de 1981) es un exfutbolista estadounidense. Jugaba de mediocampista y su último club fue el Portland Timbers de la Major League Soccer.

## Trayectoria
| Club                | País           | Año           |
| ------------------- | -------------- | ------------- |
| Kansas City Brass   | Estados Unidos | 2002          |
| Kansas City Wizards | Estados Unidos | 2003-2010     |
| Syracuse Salty Dogs | Estados Unidos | 2003 (cedido) |
| Portland Timbers    | Estados Unidos | 2011-2016     |

## Palmarés

### Campeonatos nacionales
| Título                             | Club                | País           | Año         |
| ---------------------------------- | ------------------- | -------------- | ----------- |
| Lamar Hunt U.S. Open Cup           | Kansas City Wizards | Estados Unidos | 2004        |
| Campeonato de la Conferencia Oeste | Kansas City Wizards | Estados Unidos | 2004        |
| Copa MLS                           | Portland Timbers    | Estados Unidos | 2015 - 2016 |